# Киржакуль
Киржакуль — деревня в Сосновском районе Челябинской области. Входит в состав Теченского сельского поселения.

## География
Расположена на берегу озера Киржакуль в трёх километрах от правого берега реки Течи. Расстояние до центра сельского поселения посёлка Теченского 9 км, до районного центра села Долгодеревенского 25 км.

## История
Деревня основана в первой половине XX века.
В 1963 году была объединена с посёлком Новостройка.
Существует СХПК «Нива».

## Население
| 2002 | 2010 |
| ---- | ---- |
| 384  | ↘375 |

Проживают башкиры, русские.

## Улицы
- Мира,
- Молодёжная,
- Степная,
- Труда,
- Школьная.

## Достопримечательности
- Киржакульский камень[5]